# Symphonia oligantha
Symphonia oligantha är en tvåhjärtbladig växtart som beskrevs av E. G. Baker. Symphonia oligantha ingår i släktet Symphonia och familjen Clusiaceae. Inga underarter finns listade i Catalogue of Life.